# Aspilatopsis somereni
Aspilatopsis somereni är en fjärilsart som beskrevs av Louis Beethoven Prout 1926. Aspilatopsis somereni ingår i släktet Aspilatopsis och familjen mätare. Inga underarter finns listade i Catalogue of Life.